# Denver and Salt Lake Railway
 (janvier 2022).
Le Denver and Salt Lake Railway (sigle de l'AAR: D&SL) était un chemin de fer américain de classe I, en exploitation dans le Colorado. Il fut créé en 1902 par David Moffat sous le nom de Denver, Northwestern and Pacific Railway pour relier Denver, Colorado à Salt Lake City, Utah. Financièrement affaibli par le coût de la ligne à travers les Montagnes Rocheuses, il fut placé en redressement judiciaire en mai 1912 sans avoir pu atteindre son but. Il fut réorganisé sous le nom de Denver and Salt Lake Railroad en 1913, puis sous celui de Denver and Salt Lake Railway en 1926. Il finit par fusionner dans le Rio Grande en 1947.

## David H. Moffat et le Denver, Northwestern and Pacific Railway
Après que Denver fût évité une première fois par l'Union Pacific Railroad qui préférait passer plus au nord par Cheyenne, puis une seconde fois par le Denver and Rio Grande Western Railroad qui choisissait d'aller vers le sud par Pueblo et la Royal Gorge, des hommes d'affaires de Denver souhaitèrent désenclaver leur ville par l'ouest. David H. Moffat, un banquier de Denver, et ses associés, Walter S. Cheesman, William G. Evans, Charles J. Hughes, Jr., George E. Ross-Lewin, S.M. Perry, et Frank P. Gibson créèrent le Denver, Northwestern and Pacific Railway, le 18 juillet 1902. Son but était de relier directement Denver, à Salt Lake City, Utah.
La construction débuta le 18 décembre 1902. Le DN&P se dirigea jusqu'au pied du Front Range, première barre rocheuse des Rockies, puis il pénétra dans le South Boulder Creek Canyon pour le remonter. La ligne n'arriva dans la région de Tolland qu'en 1903. Cela nécessita 33 tunnels, et aucune autre ligne des États-Unis ne comportait autant de tunnels si proche les uns des autres. Au départ, Moffat avait programmer de percer un tunnel sous la ligne de séparation des eaux continentales, située sous le Rollins Pass. Mais à l'endroit choisi, la roche était trop mauvaise et le percement fut abandonné. À défaut de tunnel, le DNW&P dut monter jusqu'au Rollins Pass par une série de boucles circulaires nécessitant des rampes sévères. Il fallut construire 37 km de voie avec des rampes de 4 % pour franchir le col situé à 3560 m. Cette voie ferrée fut la plus haute jamais construite en Amérique du Nord. Une petite halte ferroviaire du nom de Corona, fut construite au col, avec un restaurant et des logements, pour accueillir les ouvriers employés au déneigement de la voie en hiver. Les trains étaient souvent coincé pendant plusieurs jours lors des fortes chutes de neige. La ligne n'était pas profitable à cause de ces opérations de déneigement. Passé ce cap difficile, la voie descendait vers Winter Park. La ligne relia Arrow à la fin de l'année 1904. Au printemps de 1905, la voie fut achevée jusqu'à Fraser. De là, la ligne passait par Tabernash, Granby, Hot Sulphur Springs, Byers Canyon, et Parshall situé à l'entrée du canyon de Williams Fork. La ville de Kremmling, Colorado fut finalement atteinte en juillet 1906. La ligne partait vers l'ouest dans le Gore Canyon, passait à Radium, et finalement se connectait à State Bridge où passait un axe ferroviaire nord-sud. Fin 1909, la ligne arriva à Steamboat Springs où se trouvait le bassin houiller de Yampa.
Moffat mourut le 18 mars 1911 à New York City à l'âge de 73 ans. Le DNW&P lui coûta 75000 dollars par mile (1,6 km), et le Rollins Pass le reste de sa fortune, soit un total de 14 millions de dollars. Il était à New York City pour tenter de lever plus d'argent pour son chemin de fer, mais il échoua. On apprit plus tard que son échec était dû aux agissements de E.H. Harriman et George Jay Gould I.

## Le Denver & Salt Lake Railroad
Le DNW&P fut placé en redressement judiciaire le 2 mai 1912, et le 30 avril 1913 il fut reconstitué sous le nom de Denver and Salt Lake Railroad. En 1913, la ligne relia Steamboat Springs à Craig dans le Comté de Moffat, Colorado, près de la frontière entre le Colorado et l'Utah. Quelques mois plus tard, il fit à nouveau banqueroute, sans avoir pu relier son but Salt Lake City, mais seulement un peu plus de la moitié de la route prévue.

## Le Denver and Salt Lake Railway

### Le Moffat Tunnel
Le Denver and Salt Lake Railroad fut réorganisé en Denver and Salt Lake Railway en 1926. Le chemin de fer, qui pour aller de Denver vers l'ouest, devait passer soit par Cheyenne au nord, soit par Pueblo au sud, allait trouver enfin une liaison beaucoup plus directe. Les travaux débutèrent le 7 juillet 1927, et s'achevèrent le 26 février 1928. Le Moffat Tunnel mesurait 10 km de long et se trouvait à 2816 m d'altitude. Il passait sous la ligne de séparation des eaux, au nord de la partie centrale du Colorado. Son tracé suivait celui élaboré par Moffat en 1902. L'entrée est se trouvait à 80 km à l'ouest de Denver dans le massif du Front Range. La traversée par le tunnel permettait un raccourcir de 283 km entre Denver et la côte Pacifique.

### Le raccourci de Dotsero
En 1931, le Denver and Rio Grande Western Railroad D&RGW fit l'acquisition du Denver and Salt Lake Western Railroad, filiale du Denver and Salt Lake Railroad, qui venait d'acheter le droit de construire une connexion de 64 km entre le D&RGW et le Denver and Salt Lake. Après des années de négociations, le D&RGW put atteindre Denver grâce à un droit de passage sur le D&SL.
En 1932, le D&RGW commença la construction du raccourci de Dotsero Cutoff; il partait de Dotsero (contraction de "Dot Zero") pour remonter le Colorado jusqu'à Bond, en un lieu nommé Orestod (Dotsero écrit à l'envers). La construction fut terminée en 1934. Le D&RGW fit à nouveau banqueroute en 1935. Il réapparut en 1947 et fusionna avec le D&SL le 3 mars 1947. Cela lui donna le contrôle de la ligne "Moffat Road" grâce au tunnel de Moffat, ainsi qu'une ligne entre Bond et Craig, Colorado au nord-ouest.

## L'héritage
Alors que David Moffat fut considéré au début comme un idéaliste, beaucoup reconnurent plus tard qu'il était en avance sur son temps. Son héritage passa dans les mains du Denver and Rio Grande Western Railroad, et plus tard dans celles de l'Union Pacific Railroad, avec une ligne qui survivra à beaucoup d'autres dans le Colorado. Mise à part la portion du Rollins Pass, toute la ligne du D&SL est toujours en service de nos jours par l'Union Pacific, et la section Denver / Phippsburg est appelée Moffat Tunnel Subdivision. Des trains de voyageurs circulent aussi pour amener des skieurs de Denver à Winter Park.